# Zitilites
Zitilites är Kashmirs fjärde musikalbum. Albumet släpptes den 3 mars 2003 på Sony Records.

## Låtlista
1. Rocket Brothers
2. Surfing the Warm Industry
3. The Aftermath
4. Ruby Over Diamond
5. Melpomene
6. The Push
7. Ramparts
8. Petite Machine
9. The New Gold
10. Big Fresh
11. In the Sand
12. Small Poems of Old Friend
13. Zitilites
14. Bodmin Pill